# 雙柳樹戰鬥
雙柳樹戰鬥發生於1931年8月10日－29日，地點位于河南商城（现潢川县双柳树镇境内）。是國共內戰前期主要戰鬥之一。該戰鬥交戰一方為中華民國國民革命軍，另一方則為中國共產黨所領導之中國工農紅軍。